# Souleymane Diallo (boxe anglaise)
Pour les articles homonymes, voir Diallo.
Souleymane Diallo est un boxeur franco-sénégalais né le 12 février 1937 à Dakar. Il commence la boxe en 1957 à Toulon, lors de son service militaire sur le cuirassé Jean Bart et s'installe en 1960 à Saint-Nazaire.

## Carrière
Souleymane Diallo est médaillé d'or dans la catégorie des poids super-welters aux Jeux méditerranéens de 1959 à Beyrouth.
Il dispute les Jeux olympiques d'été de 1960 à Rome, où il termine 5e dans la catégorie des poids moyens puisse passe dans les rangs professionnels. Diallo devient champion de France des moyens en 1963 en battant Hyppolite Annex puis champion de France des poids super-welters en 1965. Il échoue en revanche pour le titre européen en 1964 face à Bruno Visintin.

## Vie privée
Il est le père de Philippe Diallo, président de la fédération française de football.